# Пайгусово
Пайгу́сово (рос. Пайгусово, марій. Пайскурык) — село у складі Гірськомарійського району Марій Ел, Росія. Адміністративний центр Пайгусовського сільського поселення.

## Населення
Населення — 314 осіб (2010; 321 у 2002).
Національний склад (станом на 2002 рік):
- гірські марійці — 92 %